# Водоспадний (Ростовська область)
Водоспадний — селище в Аксайському районі Ростовської області Росія, належить до Великолозького сільського поселення.
Населення - 927 осіб (2010 рік).

## Географія
Селище Водоспадний розташовано над Камишевахою, лівою притокою Темерника.
Розташоване за 5 км (дорогою) на північний захід від міста Аксай та на північно-східній межі Ростова-на-Дону.

### Вулиці
- пров. Верхній,
- вул. Квіткова
- вул. Піонерська,
- вул. Садова,
- вул. Радгоспна,
- вул. Тополева,
- вул. Ягідна,
- вул. Ясна Поляна.

## Історія
За радянської влади тут розташовувалося селище радгоспу Плодовоягідний.

## Транспорт
На схід від селища проходить дорога М4 «Дон».